# Nanibah Chacon
Nanibah "Nani" Chacon (n. 1980) é uma pintora, muralista e educadora de arte nativa-americana, natural de Diné e Chicana.

## Infância
Chacon nasceu em Gallup, no Novo México, e cresceu nas cidades de Chinle, no Arizona, e Albuquerque, no Novo México.

## Primeiros passos
Chacon começou a se envolver com arte de rua e com muralismo a partir dos 15 anos, e segui fazendo pichações por dez anos.

## Carreira artística
Suas obras estiveram presentes no Instituto de Artes Indígenas Americanas, em Santa Fé; no Museu Navajo Nation, em Window Rock; no Simpósio Internacional de Artes e Tecnologia da ISEA, em Old Town Lansing; e na exposição "Que Chola" no Centro Cultural Nacional Hispânico, em Albuquerque, entre outros locais.
No outono de 2018, Chacon foi a artista em residência no projeto "Womxn of Color Initiative" (Iniciativa mulher(s) de cor), da Universidade Estadual do Michigan, um programa que cria espaço para os alunos da instituição conhecerem mulheres de cor. Estrella Torrez, Professora Associada do Colégio Residencial em Artes e Humanidades e uma das organizadoras da iniciativa, afirmou sobre a artista: "Nanibah Chacón é uma das muralistas mais significativas da atualidade. Além de criar obras de arte excepcionalmente belas, suas pinturas tratam de temas complexos e pungentes, destacando as histórias de mulheres e de conhecimentos indígenas."
Chacon também foi artista visitante na Universidade do Estado de Washington, onde criou a instalação de um mural.

## Pessoal
Atualmente, Chacon mora em Albuquerque com o seu filho. Seu irmão, Raven Chacon, também é um artista célebre que atua na área de arte sonora.